# Hunfridingi
Hunfridingii (sau Burchardingii) au reprezentat o familie de origine probabilă alamanică, care s-a impus în Alamania, devenind în cele din urmă prima dinastie a Ducatului de Suabia.
Primul membru cunoscut al familiei a fost Hunfrid, margraf de Istria și, potrivit unor surse, ultimul duce de Friuli din timpul lui Carol cel Mare, de la 799. Ultimul membru al dinastiei a fost Burchard al III-lea de Suabia, care a murit în 973. Descendanți ai dinastiei au continuat să existe în cadrul casei de Wettin, prin filieră maternă.
Cele mai comune nume purtate de membrii familiei erau Hunfrid, Adalbert, Odalric/Ulrich sau Burchard. În perioada constituirii ducatelor din Francia răsăriteană, Hunfridingii, ca și Conradinii din Franconia, se numărau printre cele mai puternice dintre vechile familii care luptau pentru supremație în Suabia. Pentru Hunfridingi, a fost nevoie de mai mult timp pentru a-și stabili linia ducală ereditară decât pentru Liudolfingii din Saxonia sau Liutpoldingii din Bavaria.
Atunci când unii dintre Hunfridingi, precum Odalric sau Hunfrid al III-lea, s-au revoltat împotriva regelui Ludovic Germanul în anii '50 ai secolului al IX-lea și s-au refugiat la curtea lui Carol cel Pleșuv din Francia occidentală, ei au primit feude în Septimania (Gothia) și li s-a acordat titlul de marchio, dar au eșuat în a-și stabili o dinastie acolo, cu toate că au reușit să respingă pe maurii din Peninsula Iberică.
Este dificil a se reconstitui genealogia Hunfridingilor cu certitudine, ca și faptul că ultimii duci de Suabia erau descendenți din margrafii de Istria, însă există o posibilitate în acest sens.